# Runaway Bay
Runaway Bay é uma cidade localizada no estado norte-americano do Texas, no Condado de Wise.

## Demografia
Segundo o censo norte-americano de 2000, a sua população era de 1104 habitantes.
Em 2006, foi estimada uma população de 1369, um aumento de 265 (24.0%).

## Geografia
De acordo com o United States Census Bureau tem uma área de
16,9 km², dos quais 6,0 km² cobertos por terra e 10,9 km² cobertos por água.

## Localidades na vizinhança
O diagrama seguinte representa as localidades num raio de 28 km ao redor de Runaway Bay.